# Sandono
Sandono è una frazione del comune di Massanzago, in provincia di Padova.
Si è sviluppato al confine con la provincia di Venezia (comune di Noale).

## Storia
Anticamente nota come Bucchignana, il nome attuale riflette quello dei patroni, i santi Abdon e Sennen, dei quali si veneravano alcune reliquie nella cattedrale di Chioggia.

## Monumenti e luoghi d'interesse

### Chiesa parrocchiale
Benché compresa nella diocesi di Treviso (e filiale della pieve di Zeminiana), la cappella di Sandono era dipendenza del monastero di Santa Croce di Campese che ne esercitava il giuspatronato.
Nel 1774 la chiesa fu elevata a parrocchiale. Tra il 1947 e il 1975 l'edificio religioso, divenuto poco capiente e pericolante, fu demolito e rifatto e il campanile, del 1580, restaurato.

### Villa Pattarol, Picchini, Quaresimin-Zanon
Si localizza in via Picchini, a nordovest del centro. Risalente agli inizi del Seicento, risulta essere il più antico edificio della frazione. Nonostante l'indiscutibile valore storico, versa oggi in un grave stato di degrado dovute alle manomissioni che si sono avvicendate tra un passaggio di proprietà e l'altro.
A pianta rettangolare, la casa domenicale è affiancata a sinistra dal fienile e a destra dalle barchesse. Essa è stata restaurata solo in parte, ovvero la metà destra del piano terra escluso l'androne dell'ingresso e la metà destra del piano nobile incluso il vano mediano. In corrispondenza di quest'ultimo, caratterizzato oggi solo da una finestra archivoltata, sussistono i resti di un terrazzino e di una trifora. Due modiglioni suggerirebbero l'antica presenza di un loggiato.
Anche l'aspetto delle adiacenze è stato gravemente compromesso.
Completa l'insieme l'oratorio dell'Annunciazione, posto una settantina di metri a nord del palazzo. Citato a partire dal 1661, presenta una pianta a L, con la sacrestia posta a est del presbiterio. La facciata è incorniciata due lesene; al centro si trova l'ingresso, affiancato da due finestre a con arco a tutto sesto e sovrastato da un oculo. Un ingresso secondario si apre sul lato orientale.